# Сабина Шпилрајн
Сабина Нафтуловна Шпилрајн (рус. Сабина Нафтуловна Шпильрейн, Ростов на Дону, 7. новембар 1885 — Ростов на Дону, 12. август 1942) је била једна од првих жена психоаналитичара. Радила је и психоанализовала швајцарским развојним психологом Жаном Пијажеом.
Радила је као психијатар, психоаналитичар, наставник и педијатар у Швајцарској и Русији. У тридесетогодишњој професионалној каријери објавила је преко 35 радова на три језика (немачки, француски и руски), који су покривали психоанализу, развојну психологију, психолингвистику и психологију образовања. Међу њеним радовима из области психоанализе је и есеј под називом „Деструкција као узрок настајања“, написан на немачком 1912. године.
Шпилрајн је била пионир психоанализе и једна од првих који је увела концепт нагона смрти. Била је једна од првих психоаналитичарки која је спровела студију случаја о схизофренији и објавила дисертацију у психоаналитичком часопису. Шпилрајн је све више препозната као важан и иновативан мислилац који је био маргинализован у историји због свог необичног еклектицизма, одбијања да се придружи фракцијама, феминистичког приступа психологији и њеног убиства у Холокаусту.

## Живот и дело
Сабина Шпилрајн је рођена 1885. године у Ростову на Дону, Русија, у породици јеврејског трговца. Са осамнаест година примљена је у психијатријску болницу Бургхелцли (Burghölzli) у близини Цириха, где је провела годину дана. Лекар задужен за њен случај био је млади швајцарски психијатар Карл Густав Јунг. Тада је Шпилрајнова први пут дошла у додир са психоанализом. Током боравка у Бургхелцлију почела је љубавна веза између Шпилрајнове и Јунга, која је трајала седам година.
У јулу 1905. године Шпилрајнова је започела студије медицине на Циришком универзитету. Дипломирала је 1911. године, одбранивши дисертацију под називом О психолошком садржају једног случаја шизофреније. У њој је објаснила порекло психотичног страха од сексуалног односа, доводећи га у везу са страхом пацијента од дезинтеграције личности. Велики утицај на њену дисертацију је имао Карл Густав Јунг. Исте године напустила је Цирих и настанила се у Бечу, где је постала чланица Бечког психоаналитичког друштва. У Бечу се 1912. године удала за Павела Шефтела, руског трговца јеврејског порекла. Наредне године је родила кћерку Ренату.
Године 1923. одлази прво у Москву, а затим у Ростов на Дону, где заједно са Вером Шмит оснива дечју психијатријску болницу. Деца су звала болницу Бела соба, јер су намештај и зидови били беле боје. Совјетске власти су забраниле рад ове болнице под лажном оптужбом да се над децом спроводи сексуално насиље. Године 1924. забрањена је психоанализа. И поред тога Шпилрајнова је наставила психоаналитичку праксу. Те године је родила другу кћерку Еву.
Током Стаљинове велике чистке у периоду од 1935. до 1937. године нестала су њена три брата, од којих је један, Исак Шпилрајн, био пионир психологије рада. Њен супруг је умро 1938. године под неразјашњеним околностима.
Године 1941. Ростов на Дону је окупирала нацистичка војска. Одбила је да напусти родни град, јер није веровала у суровост Немаца. Године 1942, заједно са своје две кћерке и осталим Јеврејима, затворена је у локалну синагогу и убијена на најбруталнији начин.
Сабина Шпилрајн је у историји психоанализе остала упамћена као аутор светски познатог рада под називом Деструкција као разлог постојања (докторски рад из 1912), који је послужио као основа за Фројдову теорију нагона смрти. То је разлог због којег Сабину Шпилрајн многи називају „заборављеним пиониром психоанализе“. У свом раду Шпилрајнова је по први поставила једно од најтежих и најважнијих питања у аналитичкој теорији и пракси, питање о нагону смрти, које је произашло из њених истраживања о мазохизму. Према Шпилрајновој, постоји почетно ми-искуство које је у супротности са ја-искуством, а то је повезано са деструкцијом "ега". У исто време, деструкција себе и регресија на ми-искуство имају позитивне резултате, јер појачавају социјални развој и културни напредак. Она закључује да је деструкција основа даљег развоја.
Класична психоанализа разуме однос између сексуалности и нагона смрти на веома разнолик начин. У књизи Иза принципа задовољства Фројд пише: "У њеном богатом и исцрпном раду, који је за мене недовољно јасан, Сабина Шпилрајн антиципира значајан део мојих размишљања. Она је запазила садистичку компоненту сексуалног нагона као као деструктиван нагон." Фројд је сматрао да су сексуални нагон и нагон смрти две силе које се издвајају из принципа задовољства. Он их није сматрао контрадикторним за разлику од Шпилрајнове. Према Фројду, заједнички именитељ за љубав и деструкцију је задовољство, за разлику од понављања које је иза принципа задовољства.
Иако је њен рад био и користан и плодоносан, како за Фројда, тако и за његове следбенике, Сабина Шпилрајн, нажалост, није имала битан утицај на савремену психоанализу.
Документи у вези са Сабином Шпилрајн, као и њена преписка са Јунгом и Фројдом, пронађени су објављени.

## Филмови
- Године 2002. шведска редитељка Елизабет Мертон снимила је документарни филм Зовем се Сабина Шпилрајн.
- Године 2002. снимљен је филм Душа Prendimi l'anima у режији Roberto Faenza у коме се описује љубавна веза између Јунга и Сабине Шпилрајн.
- Године 2011. снимљен је филм Опасан метод (A Dangerous Method), у коме се описује бурна веза између Карла Густава Јунга и Сабине Шпилрајн. У филму Сабину Шпилрајн глуми енглеска глумица Кира Најтли.